# Stadium Tuanku Abdul Rahman
Das Stadium Tuanku Abdul Rahman ist ein Fußballstadion mit Leichtathletikanlage im malaysischen Paroi im Bundesstaat Negeri Sembilan. Es ist die Heimstätte der Negeri Sembilan FA, der in der Spielzeit 2018 in der höchsten Liga des Landes spielt. Es wurde 1992 eröffnet und bietet 45.000 Zuschauern Platz. Das Stadion wurde nach Abdul Rahman, dem ersten malaysischen König, benannt.

## Geschichte
Für die malaysischen Sukuma-Spiele 2004 in Negeri Sembilan wurde das Stadion renoviert und auf seine heutige Größe von 45.000 Plätzen erweitert. In dem Stadion fanden sowohl die Eröffnungs- als auch die Schlussfeier sowie die Wettbewerb der Leichtathletik und das Fußballturnier statt.
Wegen des Bürgerkriegs im eigenen Land nutzte die syrische Fußballnationalmannschaft die Spielstätte in der dritten Qualifikationsrunde zur WM 2018 für ihre ersten beiden Heimspiele gegen Südkorea und den Iran, die beide 0:0 endeten. Zusätzlich spielte sie dort ein Freundschaftsspiel gegen Singapur, das mit 2:0 gewonnen wurde.